# Veniliornis
Veniliornis é um género de pica-paus. 

## Lista de espécies
- Pica-pau-pequeno, Veniliornis passerinus
- Pica-pau-das-iungas,Veniliornis frontalis
- Pica-pau-verde-carijó,Veniliornis spilogaster
- Pica-pau-chorão',Veniliornis mixtus
- Pica-pau-listrado,Veniliornis lignarius
- Pica-pau-escarlate, Veniliornis callonotus
- Pica-pau-de-crisso-amarelo,Veniliornis dignus
- Pica-pau-de-ventre-barrado,Veniliornis nigriceps
- Pica-pau-encarnado,Veniliornis sanguineus
- Pica-pau-de-sobre-vermelho, Veniliornis kirkii
- Pica-pau-avermelhado,Veniliornis affinis
- Pica-pau-do-chocó, Veniliornis chocoensis
- Pica-pau-do-colar-dourado,, Veniliornis cassini
- Pica-pau-de-testa-pintada,Veniliornis maculifrons